# Ritek

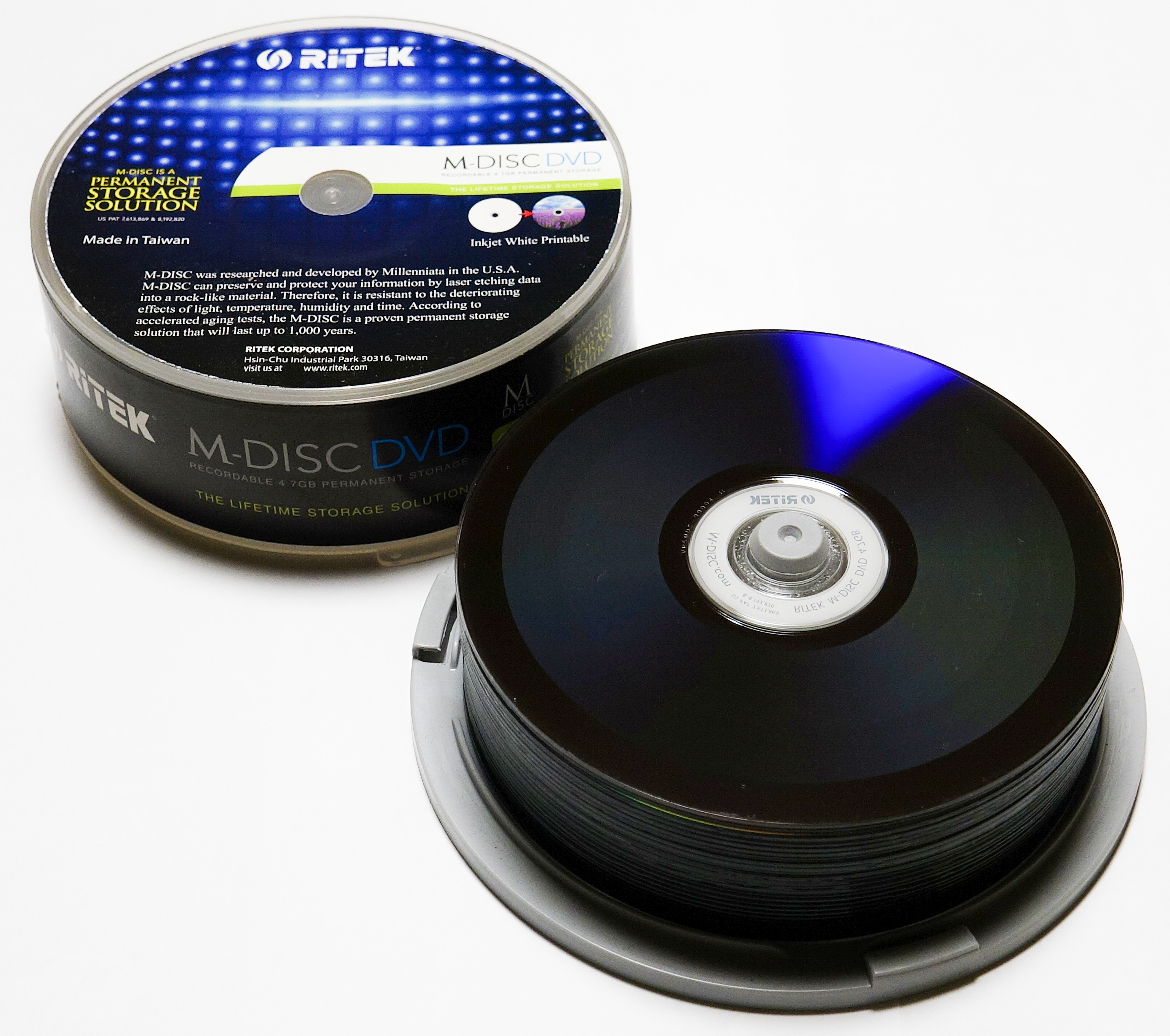
Ritek M-DISC-DVDs

Ritek (eigene Schreibweise: RITEK; chinesisch 铼德科技, Pinyin Láidé kējì) ist ein Unternehmen aus der Republik China auf Taiwan mit Firmensitz in Hukou, Landkreis Hsinchu (Kuang-Fu North Road, Hsin-Chu Industrial Park).
Ritek produziert CDs, DVDs und OLEDs sowie elektronische Speicher und MP3-Spieler und Speicherkartenlesegeräte. Etwa Mitte des Jahres 2001 erwarb Ritek die Markenrechte von Traxdata. Weiter wurde im Jahr 2009 die Produktpalette um Photovoltaikmodule erweitert. Seit November 2019 nutzt Ritek Lizenzen von Imation.
Das Unternehmen wurde am 29. Dezember 1988 von Yeh Ching-Tai, der vorher im Wesentlichen in der Schallplattenbranche tätig war, gegründet und ist weltweit vertreten.
2005 beschäftigte Ritek 3.723 Mitarbeiter. 2020 ist ihre Zahl auf 5.900 gestiegen.

## Bedeutung
Die Firma hatte im November 2005 sowohl bei einfach- und wiederbeschreibbaren DVDs als auch bei CD-RW einen Marktanteil um 20 Prozent und war somit der größte Disc-Hersteller der Welt.
Seit November 2006 fertigt Ritek CD-Rs und DVDs für Maxell exklusiv.
2009 gab es Lizenz-Streitigkeiten mit Toshiba.
Im Mai 2018 wurde Ritek einziger nicht-japanischer Produktionspartner von Panasonic für 300 GB Archival Discs.

## Auszeichnungen
In Taiwan, also auf nationaler Ebene, erreichte Ritek einige Auszeichnungen, darunter im Speicherbereich im Jahr 2000 mit der MiniDisc (RiData) den Taiwan Excellence Award und im Jahr 2006 mit dem DVB-T-USB-Stick, ebenfalls ein RiData-Produkt, den Taiwan Excellence Award.
2016 gewann die Ritek Energy Division den Taiwan Excellent PV Award des Taiwan Bureau of Energy und Ministry of Economic Affairs.
2008 bekam der USB-Stick Yego von Ritek den Award des iF Industrie Forum Design.